# Arturo Magni

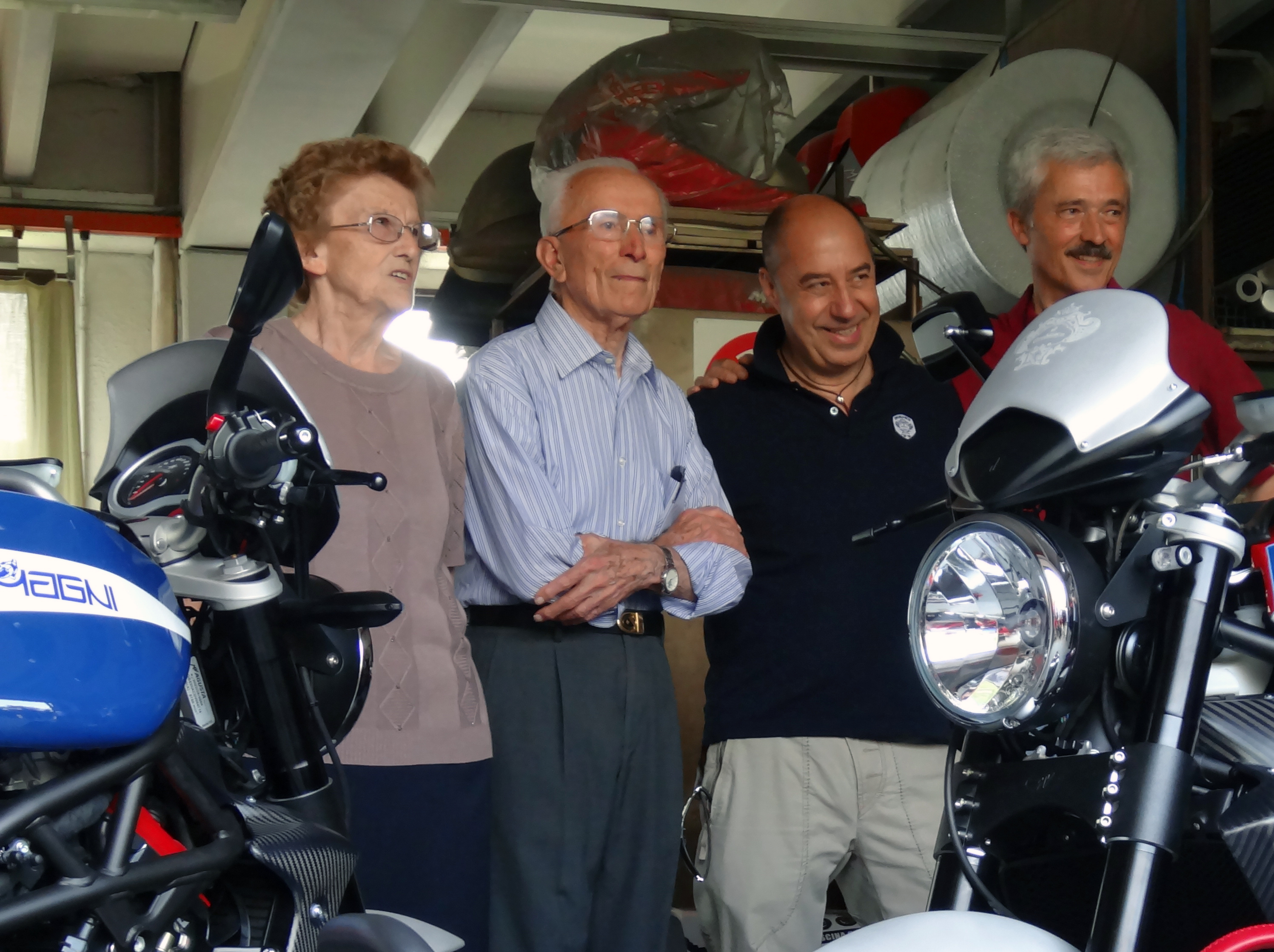
Arturo Magni (2. v. Links) in seinem Werk in Samarate (2013)

Arturo Magni, ausgesprochen [maɲi]: das „g“ ist stimmlos, (* 24. September 1925 in Usmate Velate; † 2. Dezember 2015 in Samarate) war ein italienischer Ingenieur, Rennsportteam-Manager und Unternehmer. Er war zwischen 1950 und 1976 maßgeblich an den Erfolgen des Reparto Corse, der Rennsportabteilung von MV Agusta beteiligt. Nach dem Rückzug von MV aus der Motorradweltmeisterschaft gründete er ein eigenes Unternehmen, das sich auf den Bau von leistungsstarken Motorrädern mit verschiedenen Fremdmotoren spezialisierte.

## Jugend und Ausbildung
Arturo Magni wurde am 24. September 1925 in Usmate Velate in der Nähe von Mailand in der Lombardei geboren. Seine erste große Leidenschaft galt den Modellflugzeugbau, wo er große technische Kreativität bewies. Später baute er Segelflugzeuge, die er selbst flog, und mit denen er 1938 die italienische Segelflugmeisterschaft in der Disziplin Langstrecke gewann. Nach seinem Schulabschluss arbeitete er eine Zeit lang im Betrieb seines Vaters und stieg dann in die Luftfahrtindustrie ein, wo er für den italienischen Flugzeughersteller Bestetti Aeronautica in Arcore arbeitete, für den er während des Krieges die Motoren von Militärflugzeugen wartete.

## Motorsportlicher Werdegang

### Gilera
Nach dem Krieg und der Schließung seines Arbeitgebers Bestetti, führte ihn 1947 die enge Freundschaft mit Ferrucio Gilera, dem Sohn des Chefs des italienischen Herstellers Gilera, in die werkseigene Rennabteilung. Dort war er schon 1948 Chef-Mechaniker.
Der Chefingenieur von Gilera Piero Remor war zu dieser Zeit mit der Entwicklung eines Vierzylinder-Rennmotors für die Gilera 500 betraut und suchte einen jungen Mechaniker, den er in seinem Sinn ausbilden wollte. Die Wahl fiel auf Magni. Diese, für den Bau von Vierzylinder-Reihenmotoren für Motorrädern wegweisende Maschine verhalf Gilera mit den Fahrern Umberto Masetti, Libero Liberati und Geoff Duke zu sechs Weltmeistertiteln in der 500er-Klasse. Als Remor im Frühjahr 1950 von Gilera zu MV Agusta wechselte, nahm er Arturo Magni mit.

### MV Agusta
1950 hatte Graf Domenico Agusta, der Chef von MV Agusta beschlossen, sein Unternehmen zu einer der führenden Motorradmarken zu machen. Dafür engagierte er Piero Remor und beauftragte ihn mit dem Bau von zwei GP-Maschinen: einer Vierzylinder-Maschine mit 500 cm³ (der „Corse 500 Quattro Cardano“) und einer DOHC-Maschine mit 125 cm³ (der „Corse 125 Bialbero“). Um ihn bei diesem Projekt zu unterstützen, hatte Remor Arturo Magni von Gilera als Chefmechaniker mitgenommen.
1955 wurde Magni zum Direttore Sportivo (Leiter der Rennabteilung) ernannt.
Seine innovativen Ideen und deren technische Umsetzung war von grundlegender Bedeutung für die Entwicklung der zu ihrer Zeit weltbesten Dreizylinder-Maschinen, der MV Agusta 350 tre cilindri und der MV Agusta 500 Tre in den 1960er-Jahren und der „Quatro“ in den 1970er-Jahren.
Magni behielt die Positionen, als Cheftechniker und Rennleiter, bis sich MV Agusta nach der Saison 1976 aus der Motorrad-Weltmeisterschaft, zurückzog.
Unter seiner Leitung hatten Fahrer wie Giacomo Agostini, John Surtees, Carlo Ubbiali, Phil Read, Mike Hailwood, Cecil Sandford, Remo Venturi und Tarquinio Provini ihre größten Erfolge. Das Unternehmen gewann unter Magnis Führung insgesamt 75 Weltmeistertitel (37 × Konstrukteur und 38 × Fahrer).
Nach dem Rückzug des Reparto Corse aus dem Rennsport blieb Arturo Magni dem Unternehmen nebenberuflich als Leiter des MV Agusta-Museums erhalten.

### Cagiva
1980 leitete Magni die Rennabteilung des italienischen Motorrad-Herstellers Cagiva. Er war hier für die Entwicklung eines neuen Vierzylinder-Zweitaktmotors verantwortlich. Der Motor, eine Weiterentwicklung des Yamaha TZ 500-Motors, wurde in der Cagiva GP500 erstmals 1980 von Virginio Ferrari beim Großen Preis von Deutschland auf dem Nürburgring eingesetzt.

### GP-Maschinen von Arturo Magni für Gilera, MV Agusta und Cagiva
Eine Auswahl von GP-Maschinen die von Magni entwickelt wurden

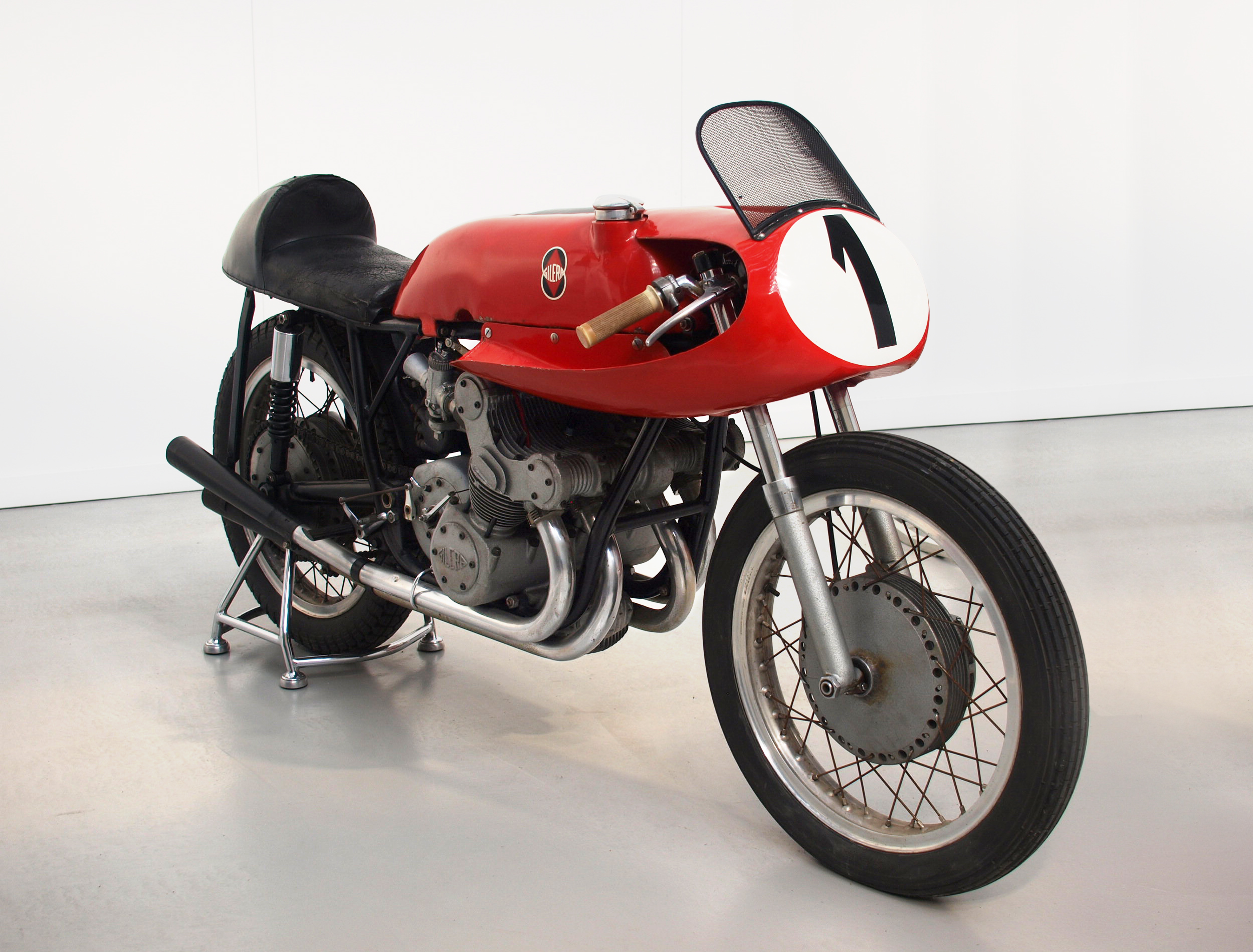
Bild 1
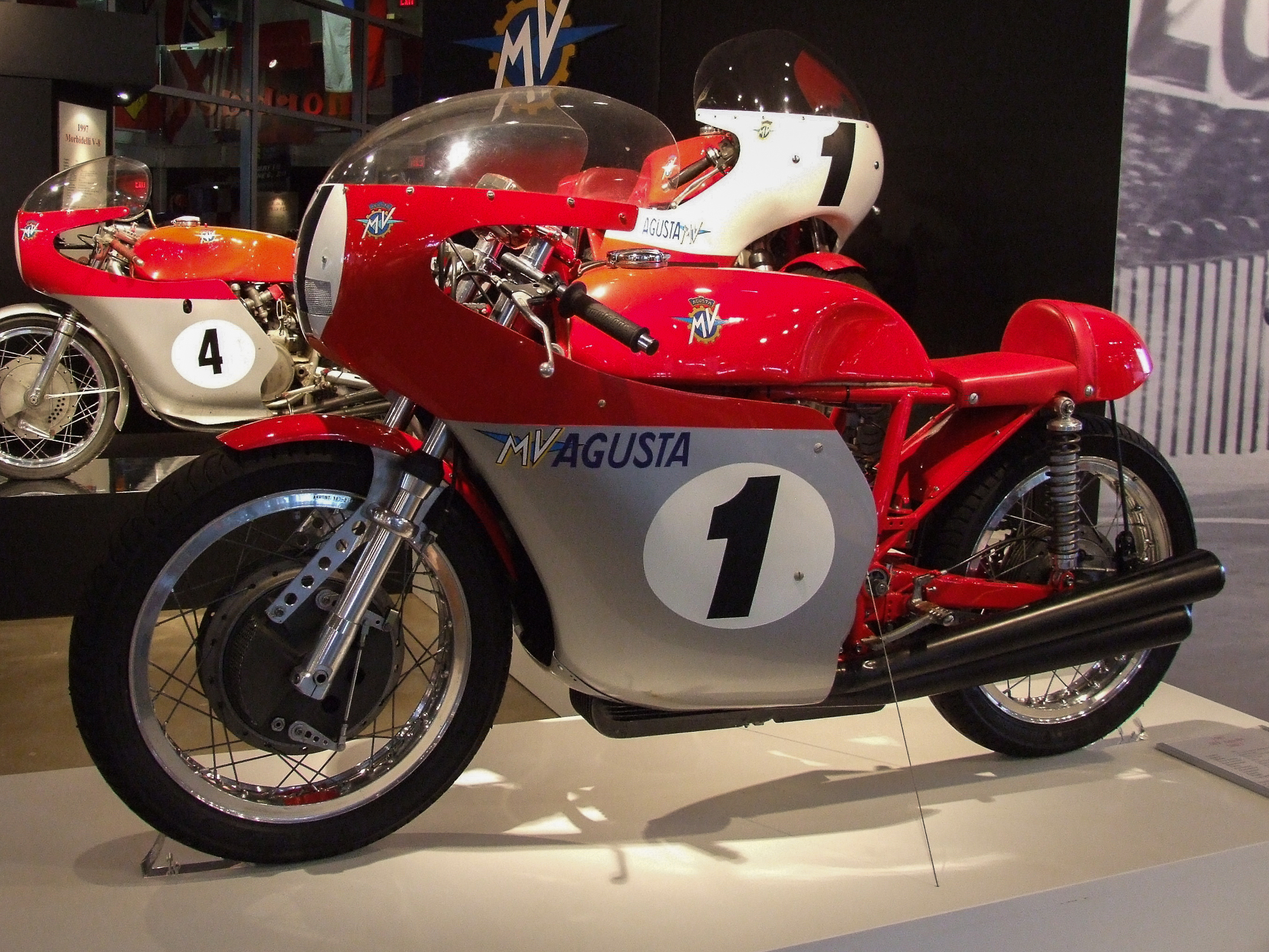
Bild 2
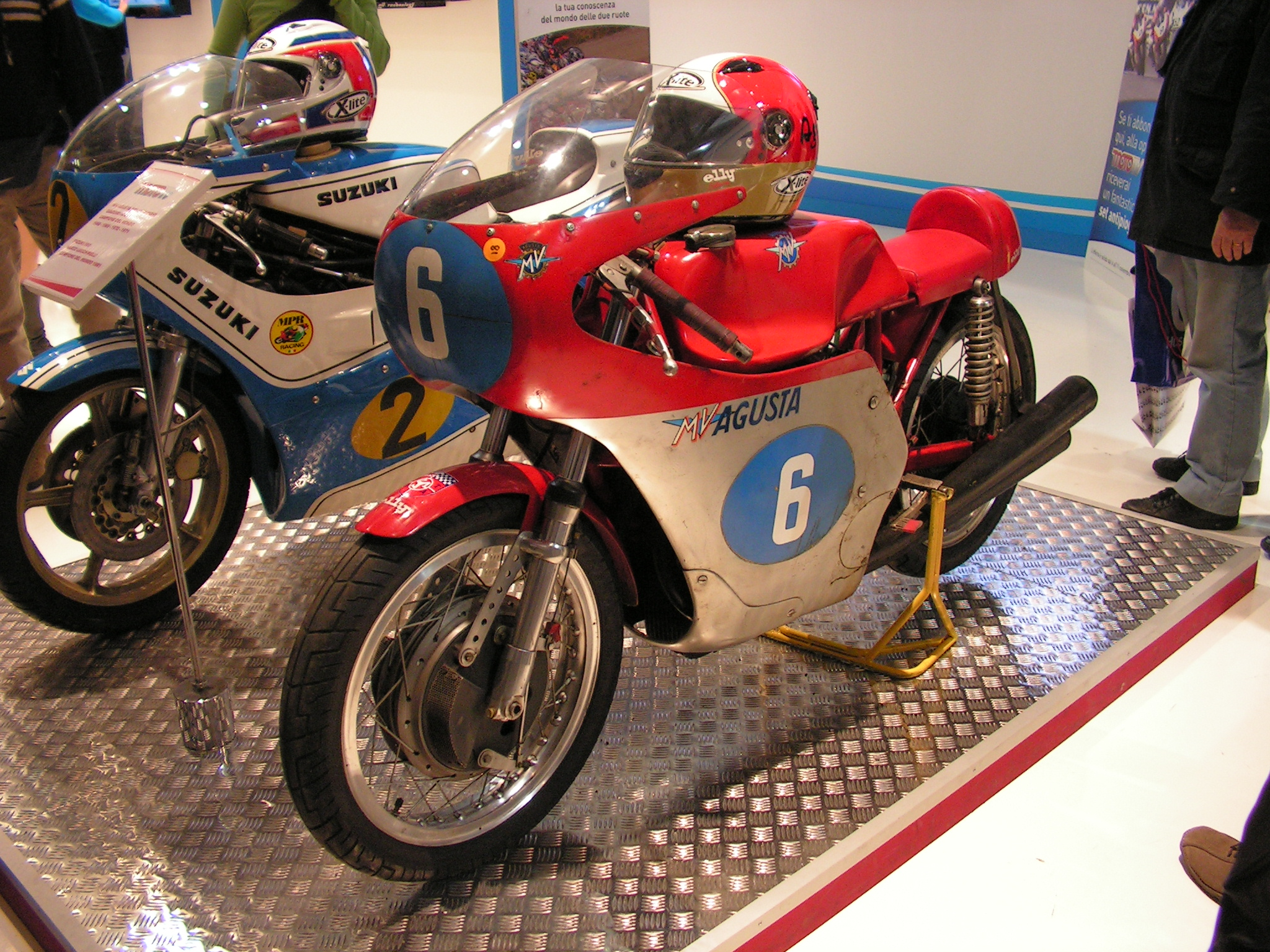
Bild 3
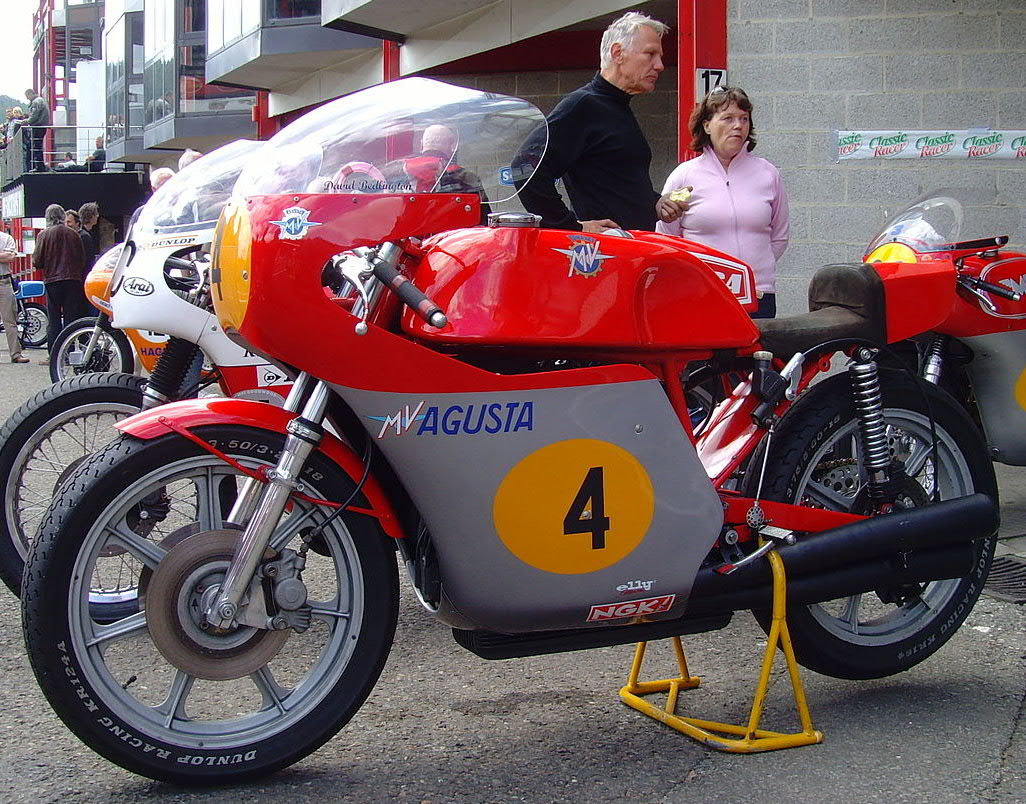
Bild 4
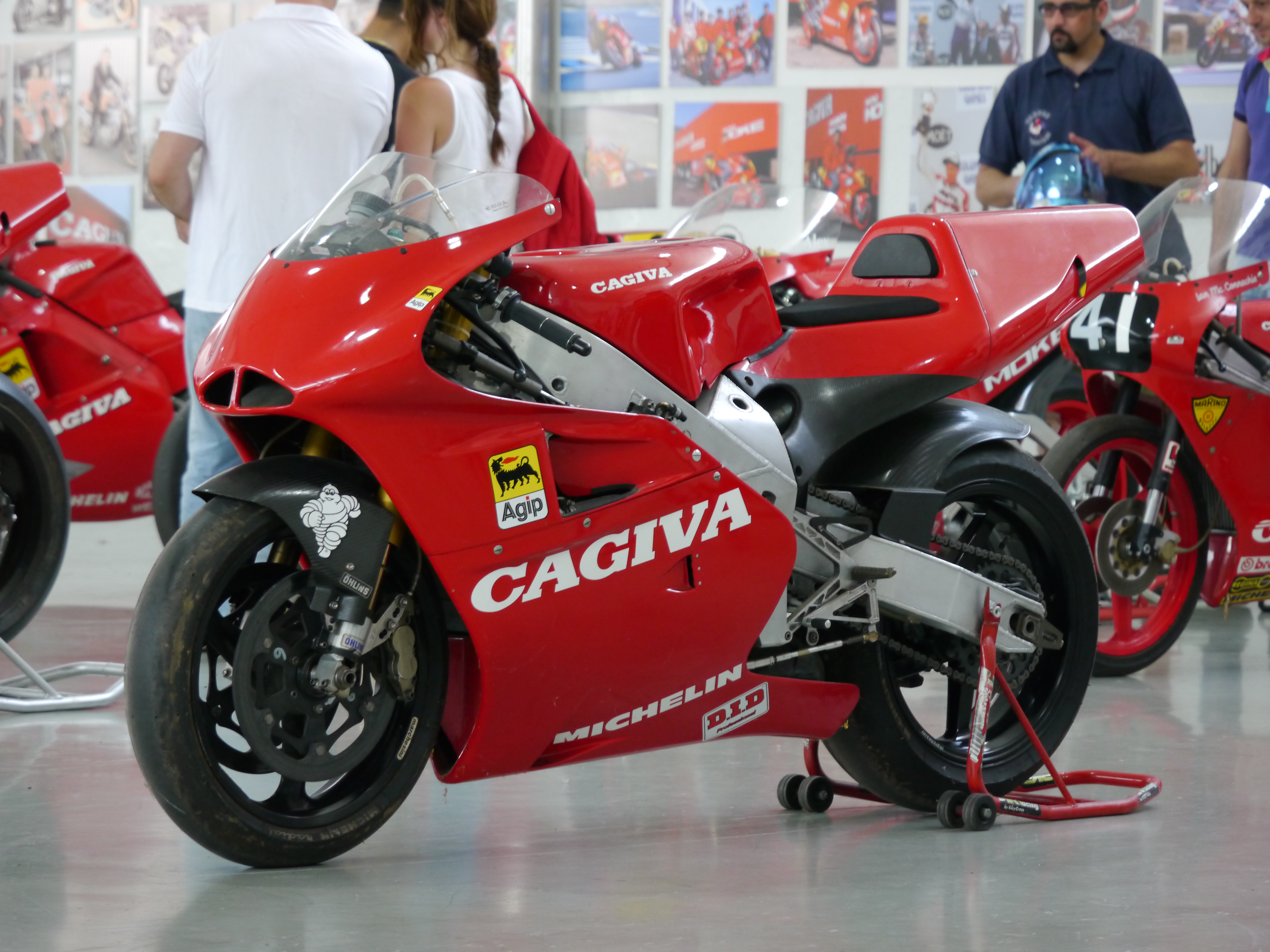
Bild 5

Bild 1: Die, von Magni entscheidend mitentwickelte Gilera 500. Diese Maschine bescherte Gilera mehrere WM-Titel und gilt als Vorbild aller quer verbauten Serien-Vierzylindermotoren im Motorradbau.
Bild 2: Eine 500 Tre von 1967, die Magni für MV Agusta konstruierte. Giacomo Agostini errang mit diesem Motorrad ununterbrochen von 1966 bis 1972 die Fahrerweltmeisterschaft in der Klasse bis 500 cm³ Hubraum; daneben gewann MV Agusta von 1967 bis 1972 die Konstrukteursweltmeisterschaften mit diesem Modell. Die MV Agusta 500 Tre gilt als das erfolgreichste Rennmotorrad der Geschichte.
Bild 3: Die 350 Tre von Angelo Bergamonti (hier die Version für die Weltmeisterschaft 1970). Das Motorrad wurde von 1965 bis 1973 verwendet und erzielte fünf WM- und vier Vize-Titel
Bild 4: Die GP 500 Quattro, wie sie Phil Read 1974 fuhr.
Bild 5: Cagiva GP500. Das Modell wurde 1980 erstmals von Arturo Magni entworfen, und stetig weiterentwickelt (hier in einer späten Ausbaustufe von 1994).

## Kurz-Übersicht der sportlichen Erfolge
detaillierte Informationen unter Reparto Corse (Abschnitt Erfolge)
In der Motorradweltmeisterschaft erzielte das Werksteam von MV Agusta zusammen mit Arturo Magni insgesamt 75 Weltmeistertitel (37 × Konstrukteur und 38 × Fahrer), resultierend aus mehr als 3000 Podestplätzen, davon 274 GP-Siege. Diese Resultate machen MV Agusta zu einem der siegreichsten Hersteller in der Geschichte der Motorrad-WM.
274 GP-Siege:
- 34 Siege in der Klasse 125 cm³: 24 durch Ubbiali, 3 Sandford, 2 Provini, 2 Taveri, 1 Graham, 1 Copeta, 1 Sala.

- 26 Siege in der Klasse 250 cm³: 13 Ubbiali, 6 Provini, 3 Hocking, 2 Taveri, 1 Lomas, 1 Hartle.

- 75 Siege in der Klasse 350 cm³: 48 Agostini, 15 Surtees, 6 Hocking, 4 Hailwood, 1 Bergamonti, 1 Hartle.

- 139 Siege in der Klasse 500 cm³: 61 Agostini, 29 Hailwood, 22 Surtees, 10 Read, 8 Hocking, 2 Graham, 2 Pagani, 1 Bonera, 1 Bergamonti, 1 Masetti, 1 Venturi, 1 Dale.

Weitere Erfolge verbuchten MV und Magni bei der Isle of Man TT: 34 Siege zwischen 1952 und 1972.
In der Italienische Motorrad-Straßenmeisterschaft (ital.: Campionato Italiano Velocità) wurden zwischen 1950 und 1976 achtundzwanzig Titel errungen.

## Motorräder von MAGNI

Das Firmen-Logo des italienischen Motorradherstellers MAGNI

### Das Unternehmen
Nach der Saison 1976 beendete MV Augustas „Reparto Corse“ sein Engagement in der Motorradweltmeisterschaft. Noch im gleichen Jahr gründete Arturo Magni zusammen mit seinen Söhnen und in der Gemeinde Samarate in der Provinz Varese die Werkstatt „Elaborazioni Magni“. Das Unternehmen stellte anfangs Spezialteile für Standard-MV-Agustas her. Der anspruchsvollste und von den Kunden am häufigsten gewünschte Umbau bestand darin, den schweren Kardanantrieb der MV Agusta 750 S durch einen sportlicheren Kettenantrieb zu ersetzen. Später konstruierte und baute er erste Rahmen aus Chrom-Molybdän-Stahl für dieses Modell. Dieses Fahrwerk zeigte hervorragende dynamische Eigenschaften und veranlasste Magni ab 1980, sein erstes eigenes Motorrad, die MH1 (mit Honda-Motor) aufzulegen. Neben anderen Marken (Honda, BMW, Suzuki und zahlreichen Moto-Guzzi-Varianten) sind auch immer wieder eigenständige Modelle auf MV-Basis entstanden.

### Die Motorräder
Eine kleine Übersicht, von einigen MAGNI-Maschinen:

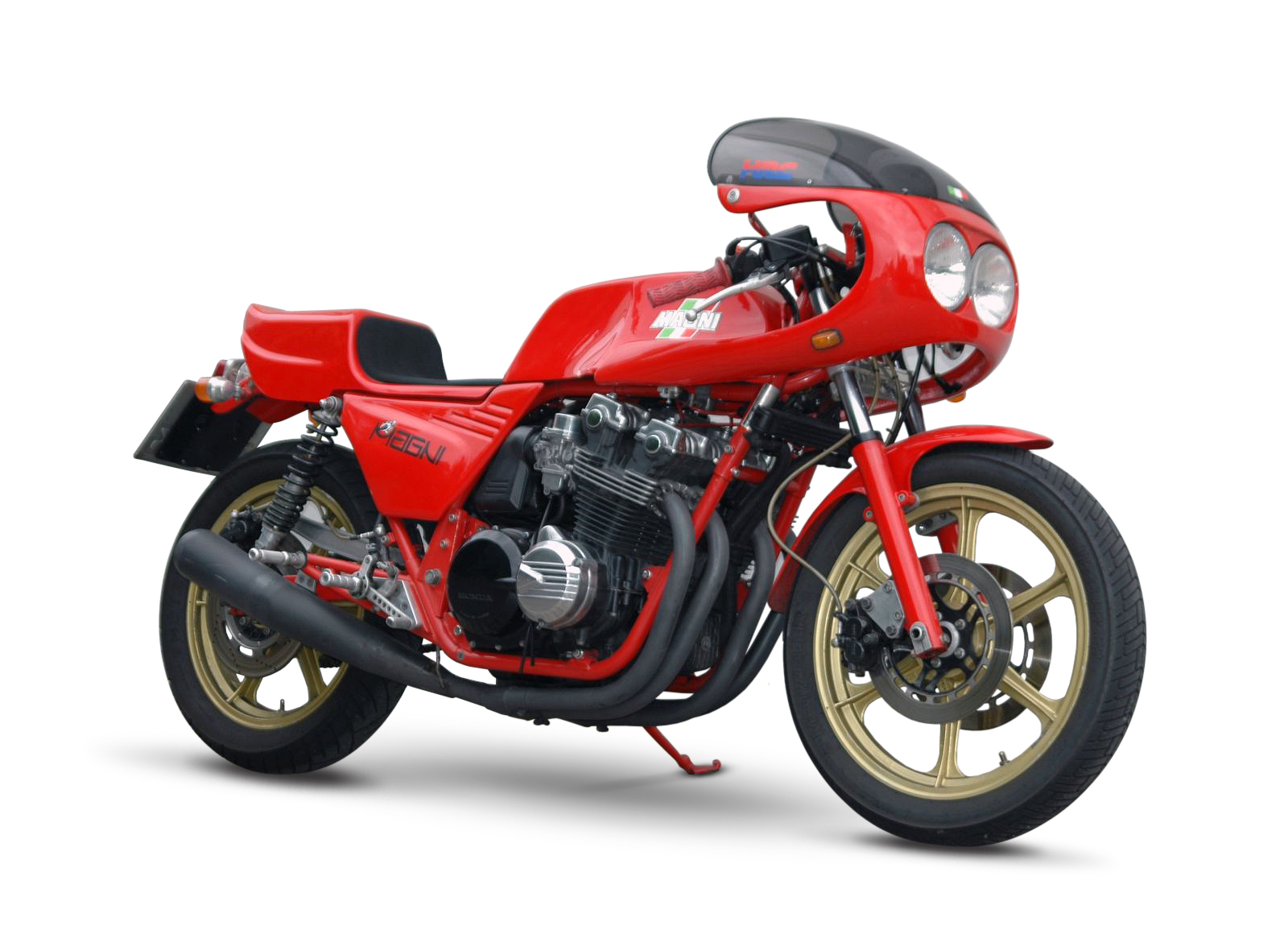
Bild 1
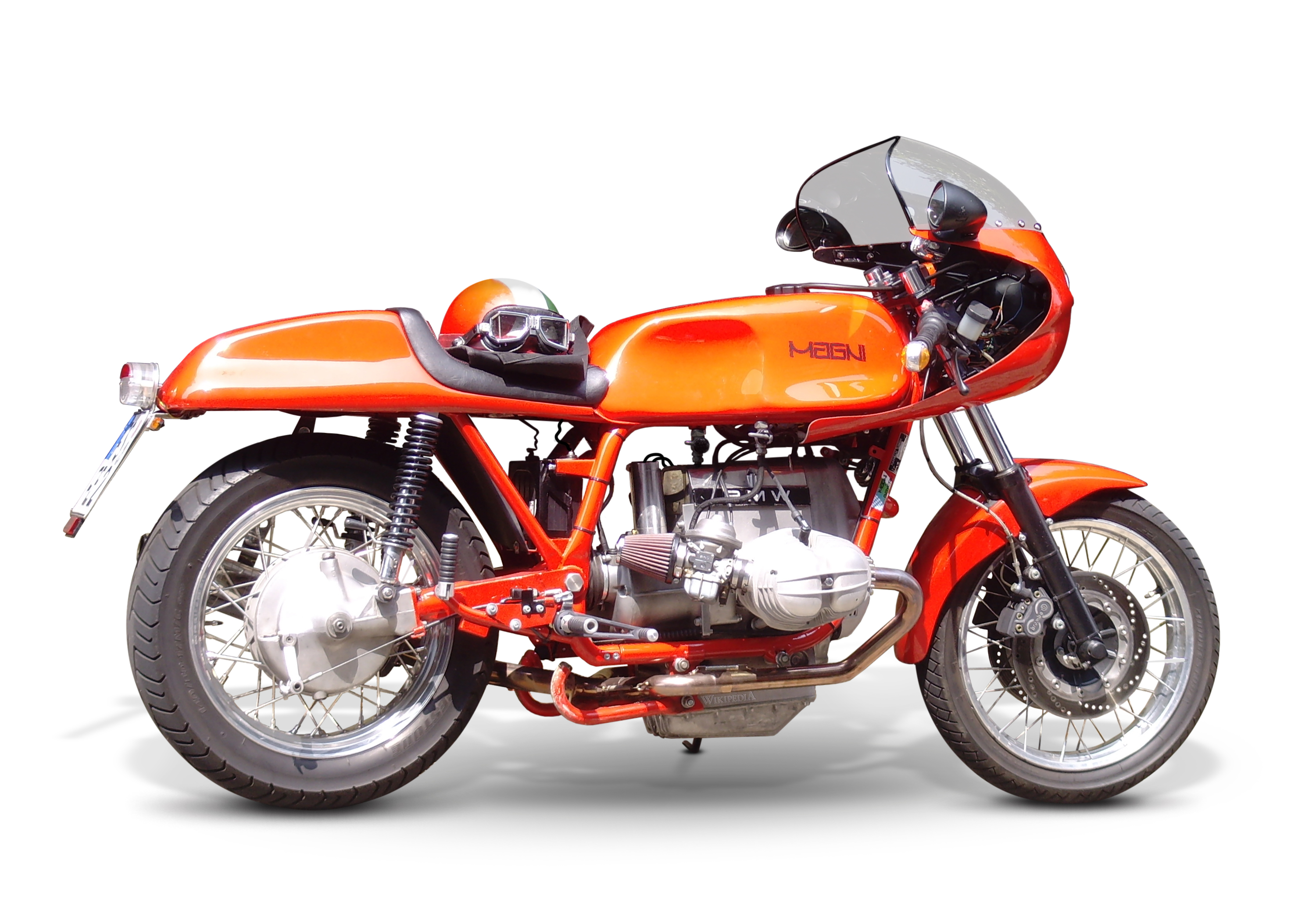
Bild 2
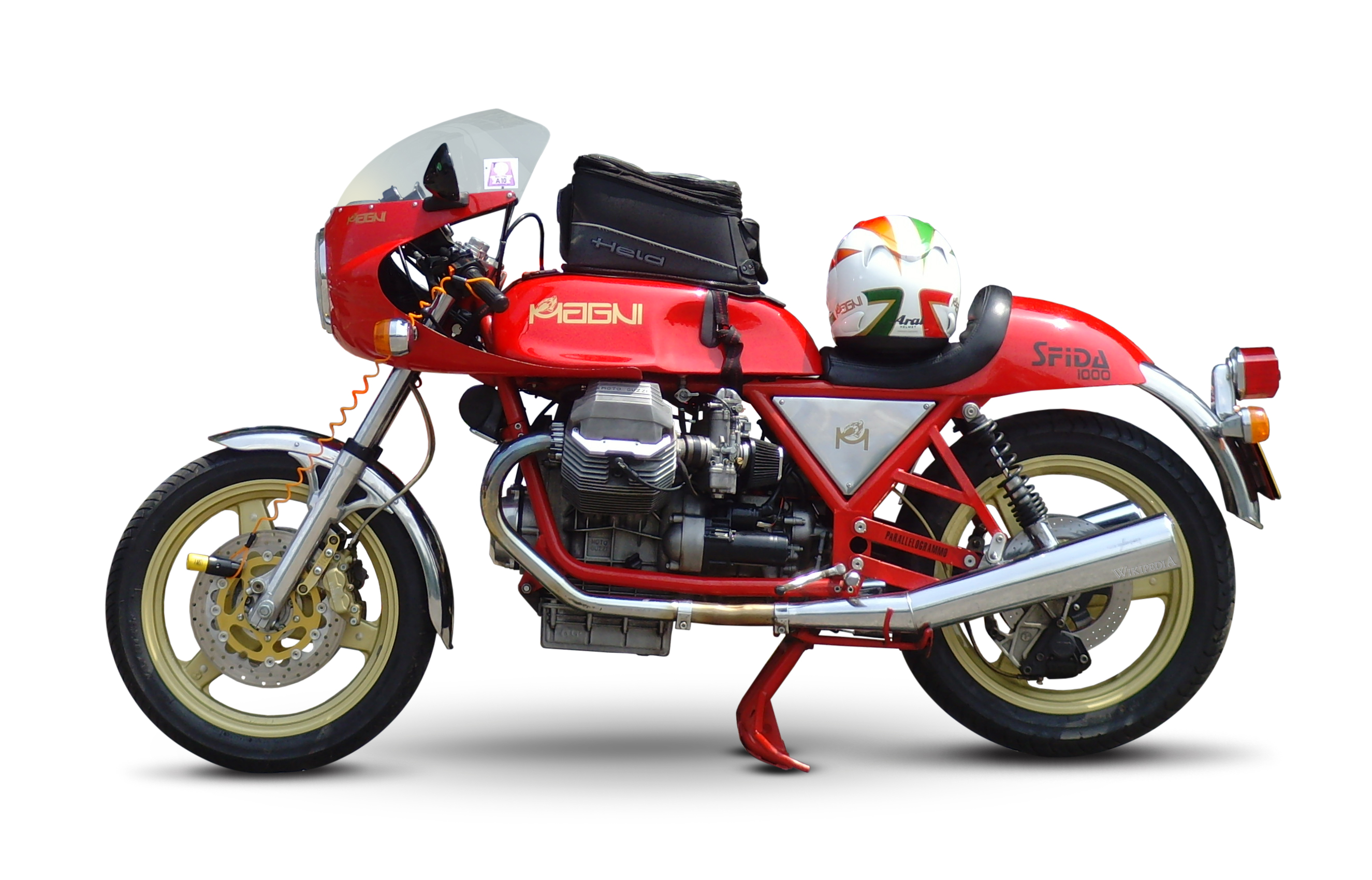
Bild 3
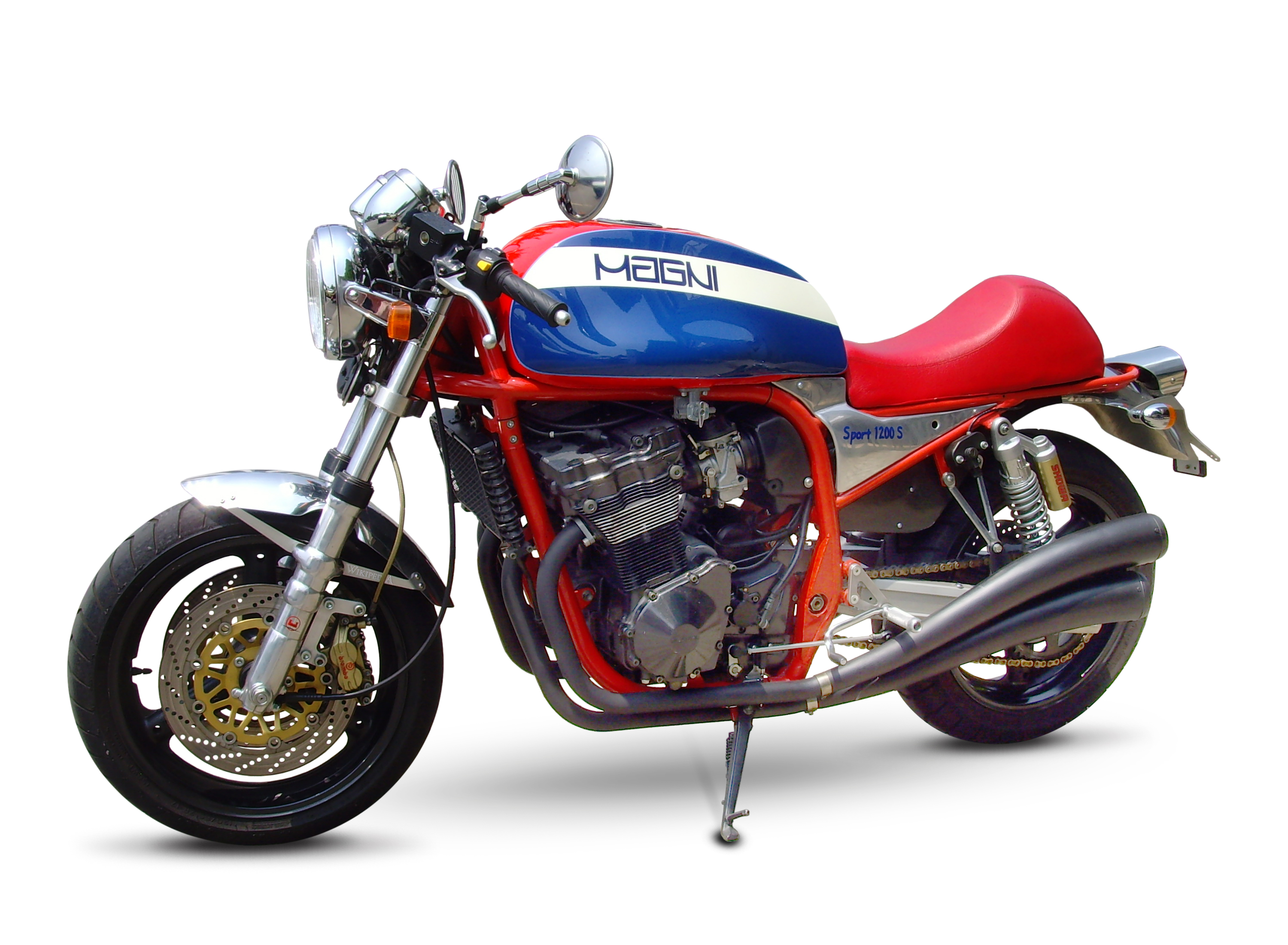
Bild 4
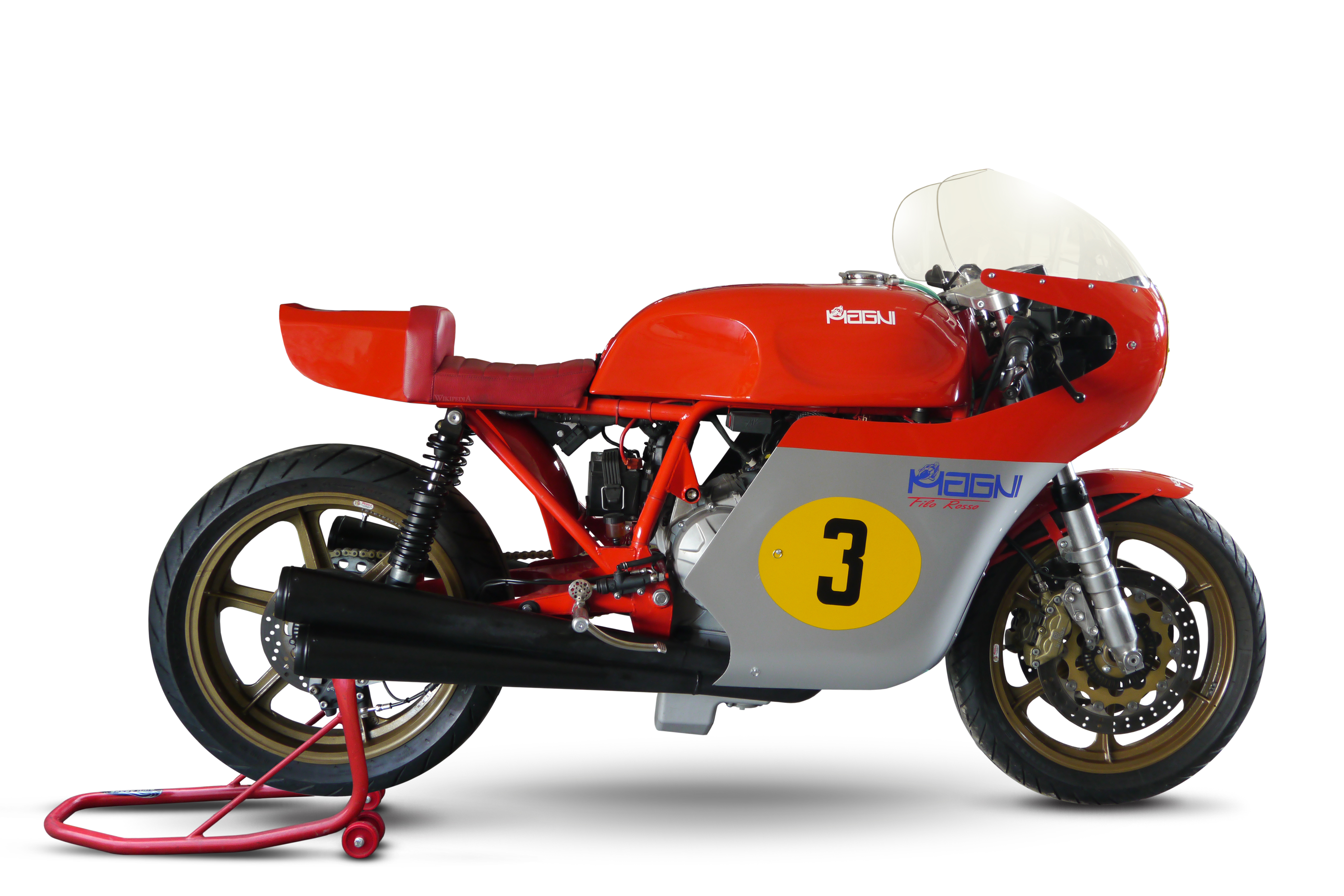
Bild 5
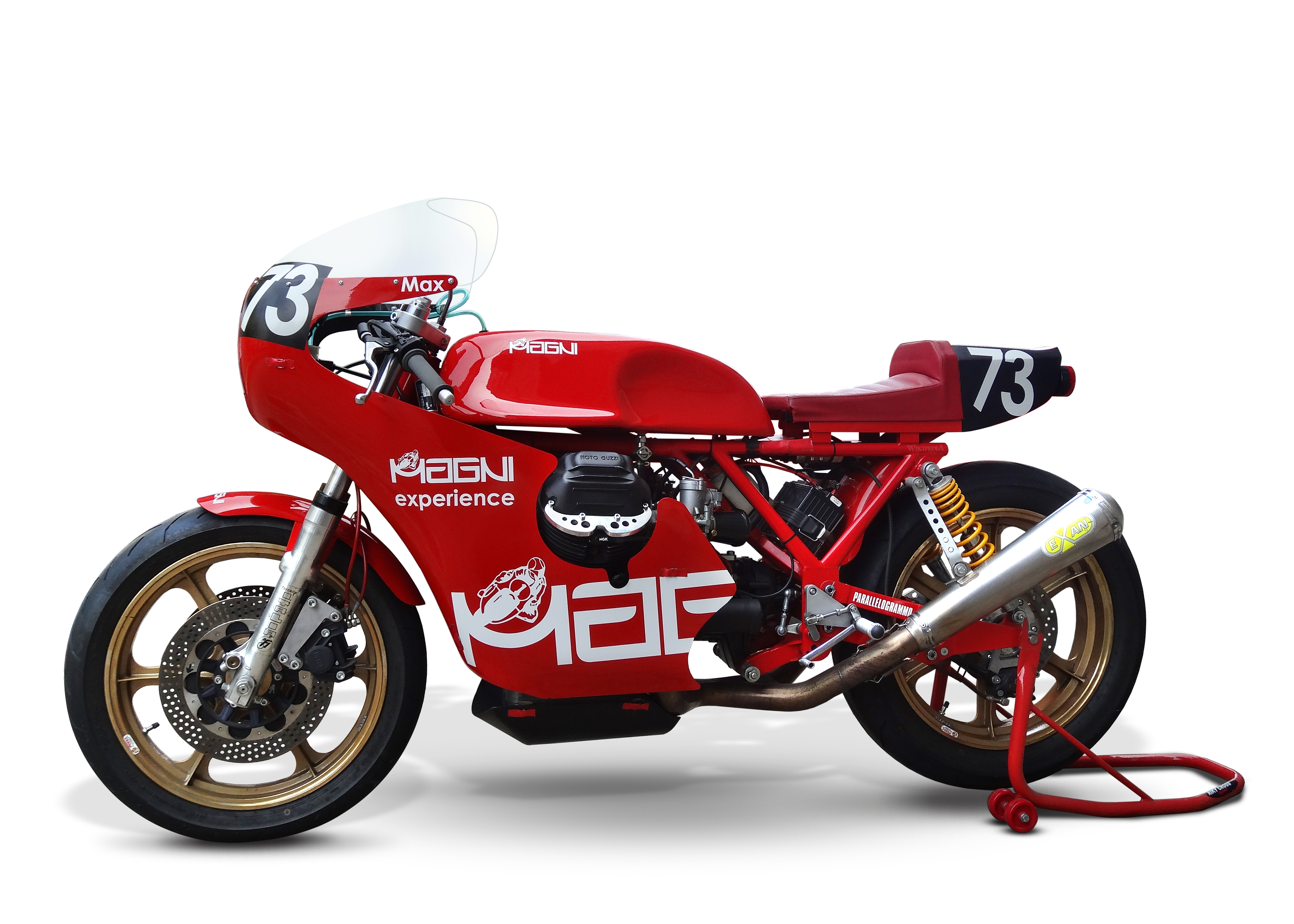
Bild 6

Bild 1: Eine Magni-Honda MH 2. Das deutlich weiterentwickelte Nachfolge-Modell von Magnis erstem eigenen Motorrad. Hier kam nur noch der Motor „von außerhalb“
Bild 2: Auf Anregung von Magnis deutscher Importeur Hansen & Schneider wurde ein Modell mit BMW-Boxermotor entwickelt. 1982 gingen die Magni-BMW 1000 MB1 und MB2 mit den 1000-cm³-Motoren der BMW R100 in Produktion.
Bild 3: 1989 stellte Magni die Sfida 1000 vor (ital.: „Herausforderung“). Die Maschine verwendete den Guzzi Le Mans 1000-Motor und war im Design an die italienischen MV- und Gilera-Rennmaschinen der 1960er Jahre angelehnt.
Bild 4: Angesichts anhaltender Lieferprobleme mit Motoren von Moto Guzzi suchte Magni nach einer Quelle für neue Motoren. Es kam zu einer Übereinkunft mit Suzuki. Die Magni Sport 1200 S (mit GSX-Motor) war so gestaltet, dass sie optisch die MV Agusta 750 S aus den 1970er-Jahren wiederbelebte, einschließlich der rot-weiß-blauen Lackierung.
Bild 5: 2014 stellte Magni wieder ein Motorrad mit MV-Agusta-Motor vor: das Modell Filo Rosso („roter Faden“). Die vollverkleidete Maschine verwendete den 800-cm³-Dreizylindermotor der MV Brutale in einem klassischen Magni-Doppelschleifenrahmen mit zwei Stoßdämpfern und wurde so gestaltet, dass sie den klassischen MV-GP-Dreizylindermaschinen ähnelte, die von Giacomo Agostini verwendet wurden.
Bild 6: Die Magni Experience 1100, war ein Einzelstück für den Renneinsatz beim Bol d’Or Classic 2011. Die Experience wurde dem Reglement folgend im Einklang mit dem historischen Bezugszeitraum aufgebaut (ohne Kohlefaser, schwimmend gelagerte Bremsscheiben und Upside-down-Gabel). Die vom Guzzi 72-Team zum Bol d'Or gebrachte Experience erreichte den siebten Platz.